# 星野長太郎
星野 長太郎（ほしの ちょうたろう、弘化2年2月3日（1845年3月10日） - 明治41年（1908年）11月27日）は、日本の実業家・政治家。衆議院議員当選1回（当初は甲辰倶楽部で、後の大同倶楽部に所属）。農民出身であったが外国人居留地外商を介さず日本人による初の生糸直輸出を実現した。産業組合結成などにも取り組み、明治期における日本製生糸の品質向上と輸出の飛躍的拡大の先駆者となった。

## 人物

### 概観
上野国（現群馬県）勢多郡水沼村（後の黒保根村、現桐生市黒保根町）の農民であったが、明治初期に製糸業と生糸貿易の将来性に着目して、群馬県初の日本人の手による民間洋式器械製糸所を開設。実弟をニューヨークへ派遣し、市場開拓・販路を確保するなどして日本人による初の生糸直（じか）輸出を実現した。
海外消費地の絹織物業者など市場からの苦情や要望に対して積極的に対応して均一な生糸品質の維持・改善に努める一方、地方の零細製糸業者の集約・連合や組合製糸の推進による生糸の生産改良、供給力向上に尽力した。生糸直輸出専門会社設立などにより市場との距離を縮めて、生糸生産者の販売力強化に貢献した。生糸直輸出奨励法制定運動の中心的推進者であった。先見の明と起業家精神・公共奉仕の信念に富み、国内外の優れた知見や豊かな経験を持ち、事業拡大とともに頭角を現して中央政界との太い人脈（大久保利通、井上馨、松方正義など）を築いた。
1904年（明治37年）、第9回総選挙に当選し、衆議院議員を1期務めた。その他、幾多の公職を歴任し、全国を舞台に活躍し、生糸貿易と蚕糸業の発展に貢献した。製糸界の元勲ともいわれた。藍綬褒章を受章。名前の英文表記：Chotaro Hoshino

### 経歴

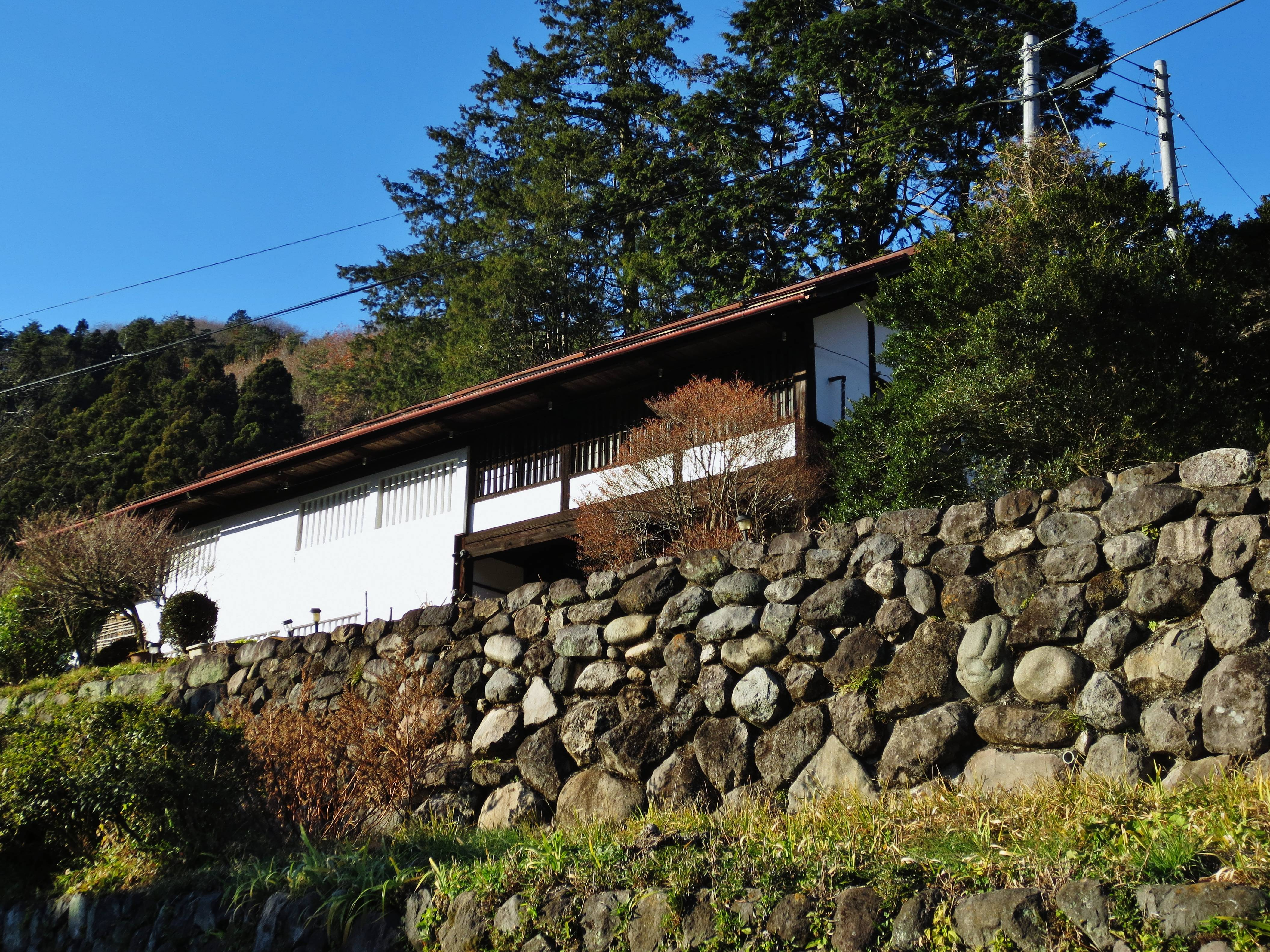
水沼製糸所跡

- 明治初期、養蚕業の盛んな岩鼻県（現群馬県）の役人（公用掛）をしていたが、製糸業の重要性と生糸輸出の将来性に着目して自ら器械製糸技術を習得。1874年（明治7年）、群馬県初の日本人の手による民間洋式器械製糸所である水沼製糸所を開設した。1876年（明治9年）、実弟新井領一郎をニューヨークに派遣し、外国人居留地外商を経由せずに日本人として初めて生糸の直（じか）輸出を実現した。その後、生糸の品質改良を積極的に推進し、伝統的製法による改良座繰製糸の普及に努めるとともに、生糸直輸出を拡大させて生糸貿易を著しく発展させた。
- 明治初めから全国屈指の模範的製糸業者として、また生糸直輸出運動の指導者として名声を高め、精糸原社副頭取、上毛繭糸改良会社頭取、横浜同伸会社取締役会長などを歴任した。日本蚕糸協会、蚕糸業組合中央部、大日本蚕糸会、日本蚕糸会等の全国規模の蚕糸業団体幹部を歴任、斯界の泰斗と謳われ日本の製糸業の発展に尽力した。全国的な生糸直輸出専門会社であった横浜同伸会社の救済運動にも深く関与した。生糸直輸出奨励法制定推進論者として知られ、1897年（明治30年）の同法成立に尽力した。枢密顧問官や初代群馬県議会副議長、帝国議会衆議院議員などを歴任。

### 業績
- 外国人居留地外商を経由せずに日本人として初めて生糸の直（じか）輸出を実現した。同時に、それまでのインド洋・欧州（ロンドン）経由ではなく、太平洋航路と大陸横断鉄道を利用した日本初のアメリカへの生糸輸出を実現した。
- 品質改善を重ねて日本製生糸に対する信頼回復と貿易拡大を図り、日米貿易を飛躍的に発展させた先駆者の一人。生糸は、開港直後の日本にとって外貨獲得のための最重要な輸出品であり、明治期の最大の輸出貿易品であった。養蚕業、製糸業は明治期の基幹産業であった。
- 群馬県初の日本人の手による民間経営の器械製糸所を創設し、優良糸を生産した。[1]
- 広く普及していた伝統技法座繰製糸においても海外の顧客要望に応えて品質向上を図り、改良座繰製糸への転換を推進した。産業組合結成で合理化を図り優良糸の生産を著しく増大させた。生糸直輸出奨励法制定運動の中心的推進者となり法制化を実現した。

### 顕彰・栄典
- 1878年（明治11年）、パリ万国博覧会で一等賞金牌を受賞。
- 1879年（明治12年）、横浜生糸繭糸共進会で一等償金100円を獲得。1880年（明治13年）、メルボルン万国博覧会で二等褒賞を受賞。1881年（明治14年）、第2回内国勧業博覧会で銅牌、有功一等償牌を獲得。
- 1885年（明治18年）、藍綬褒章を受章。
- 1898年（明治31年）、大日本農会より紅白綬有功賞を受賞。
- 1903年（明治36年）、大日本蚕糸会より第1回蚕糸功績賞を受賞。金賞牌を授与。
- 1906年（明治39年）、勲四等旭日小綬章を受章。
- 1908年（明治41年）、従四位に叙位。
- 1920年（大正9年）、大日本蚕糸会総裁閑院宮載仁親王が恩賜賞を追贈。
- 1922年（大正11年）、前橋公園にある臨江閣の庭園に蚕糸業功労碑として「星野翁碑」が建立。撰文は枢密院議長の子爵清浦奎吾が起草、篆額は内大臣の侯爵松方正義が揮毫。
- 2005年（平成17年）、群馬県勢多郡黒保根村（現桐生市黒保根町）が名誉村民の称号を追贈。
- 2016年（平成28年) 、前橋市が前橋公園に銅像「楫取素彦と松陰の短刀」を建立。初代群馬県令楫取素彦、妻寿（ヒサ、吉田松陰妹）が新井領一郎、星野長太郎と向き合う大型立像４体。

### 家族・親族
明治初期にニューヨークに渡り日米貿易の先駆者の一人となり、日米生糸貿易の創始者と評された新井領一郎（父彌平の六男、旧姓名星野良助、新井系作へ養子）は実弟。同じく実弟の星野七重郎（父彌平の4男）は黒保根村の初代村長。子の星野元治は群馬県議会議員を5期務め、群馬県議会議長に就任。また、孫に東京工業大学元教授の星野愷がいる。分家筋（星野半平家跡）に群馬の学王とまでいわれた星野耕作（元群馬県議会副議長）がいる。

## 星野家の系譜

### 江戸幕府の役儀拝命：幕府領郡中取締役と足尾銅山吹所世話役
- 長太郎の曾祖父にあたる星野家8代耕平（星野七郎右衛門朋存；宝暦6年（1756年）生〜天保元年（1830年）没、74歳）は天明期（1781年〜1788年）、上州黒川郷（渡良瀬川上流渓谷沿い）の山中（さんちゅう）入口に位置する水沼村（後の勢多郡黒保根村、現桐生市黒保根町）の百姓代であった。文化期（1804年〜1817年）には水沼村の名主を務めるようになった。8代耕平は、江戸幕府第11代将軍徳川家斉の在任期にあたる文化5年（1808年）、岩鼻代官所（代官吉川栄左衛門）[2]より管下天領（幕府直轄領）の郡中取締役の一人に任命された。拝命した郡中取締役とは、代官所と村々の間に立って勢多郡山中入（さんちゅういり）18ヵ村（後の勢多郡黒保根村・東村、山田郡大間々町）の農村風俗（博奕・賭・通り者・徒党・無宿者、喧嘩・長脇差・服装等）の乱れを是正し治安維持する役儀で、代官所への定期巡回報告、取り押さえ報告、訓戒、裁定、不審者監視、優良者表彰などが主な仕事であった。耕平は、文政期（1818年〜1829年）には水沼村名主を分家に譲り、自らは年寄となって幕府の役儀に注力した。
- 文化13年（1816年）、8代耕平は足尾銅山吹所（製錬・鋳造所）世話役を拝命し、苗字帯刀も許された。耕平は武蔵国本庄宿の名主戸谷半兵衛光寿ら3人と上野国の有力名主加部安左衛門兼重ら3人を合わせた6人衆の一人として老中、勘定奉行の裁可の下で初めて苗字帯刀を許された。この時6人衆が共に同管下の足尾陣屋との深い関係から足尾銅山吹所世話役（幕府直営の足尾銅山を資金面から支援する役儀）も拝命した。世話役の加部と戸谷は各金1,000両、他4人は各金750両、合計で5,000両を幕府に上納した。本庄宿は中山道69次で最大の宿場で、足尾銅山を起点とするあかがね街道（銅街道）の終端となる利根川平塚河岸（現伊勢崎市境平塚）近くに位置した。銅山吹所で精製された丁銅（ていどう）や輸出用棹銅、足尾銭座[3]で鋳造された寛永通宝足字銭[4]などが平塚河岸まで陸路運搬された。この平塚は舟運に積み換える中継拠点となっていた。足尾銅は平塚河岸から下流の関宿を経て江戸川に入り、更に中川(大落古利根川）、小名木川を経て隅田川端の銅山江戸御役所（江戸浅草猿屋町（現台東区浅草橋3丁目））まで高瀬船などの舟運で運搬された。寛文・貞享期（1661年〜1687年）が銅山の全盛期であったが、元禄期（1688年〜1704年）には産銅量激減により幕府は運営資金難に見舞われた。鎖国中の日本では銅が一時期最大の輸出品であったため、幕府の重大問題となった。文化14年（1817年）には休山状態に至った。星野家では岩鼻代官所の命により、早くも4代彌兵衛（寛永21年（1644年）生〜享保3年（1718年）没、74歳）の代より産銅量がピークを過ぎた足尾銅山を財政支援（銅山御用金の運用、銅山師への貸付等）する役儀を担い、彌兵衛はしばしば水沼と足尾銅山代官所（岩鼻代官が兼務）との間を往復した。
- 長太郎の祖父9代長兵衛（星野七郎右衛門朋寛；寛政3年（1791年）生〜安政2年（1856年）没、65歳）と続く10代彌平（長太郎の父）が、郡中取締役や足尾銅山吹所世話役などの役儀と苗字帯刀の特権を受け継いだ。長兵衛の代となる天保期（1830年〜1843年）には51町6反（154,800坪）の土地、持高にして300石余を有して上州（現群馬県）一国を代表する豪農となった。長兵衛は幕府勘定所とも緊密な関係を築いて幕領支配の一翼を担うまでの存在となり、天領山中入18ヵ村の年寄役で給人格（勤中騎馬槍差許）の待遇に処せられた。
- 天保4年（1833年）、9代長兵衛（44歳）は、幕府（老中水野出羽守忠成）の申し渡しにより上野国碓氷郡（後の群馬郡倉渕村川浦、現高崎市倉渕町）の川浦山（幕府直轄御林御巣鷹山）における幕府御用材伐採事業を大戸村の加部と共同で請け負った。9代長兵衛は経理として、吾妻郡大戸村（後の吾妻郡吾妻町、現吾妻郡東吾妻町）の名主加部安左衛門兼重（69歳）は現地差指として両名の全責任で大規模且つ困難な事業を遂行した。杣人、木挽、筏師は幕府がヒノキ林の木曽谷やスギ林の天竜川方面から手配した。一部不足分は無償で百姓持林が充てられた。川浦には幕府御用材搬出御会所（陣屋）[5]が設営され、作業困難な秋冬期を除き幕府役人が交代で指揮監督にあたり、請負は3年余にわたった。長兵衛は息子金輔を常駐させ自分も度々ここに詰めて管理監督にあたり、江戸の幕府御用材木蔵（現江東区毛利二丁目 猿江恩賜公園付近）にも足を運んだ。命じられたのは御用材の伐採・製材から江戸の小名木川に通ずる横十間川に面した御用材木蔵に納める一切の仕事であった。川浦から江戸までの運搬は、烏川を経て新町で本筏（総数116艘）を組み利根川を下り、通常9日間を要した。御用材（主にスギとケヤキ）は江戸城二ノ丸の修復や西ノ丸隠居曲焼失後の復旧再建に使用された。御用材総本数は9,266本。総支出額は3年間で5,388両に達したがその内幕府負担分は2,800両のみで、差額は星野らの負担となり献上金は2,500両を超えた。
- 天保の大飢饉の最中に甲州（幕府直轄領）では天保騒動が発生した。国定忠治の逸話の残る上州でも各地で騒動が勃発した。幕府直轄領黒川郷では天保4年（1833年）から飢饉はなはだしく困窮者が増え、祖父9代長兵衛は救済に動いた。村々の至る所で多数の餓死者が出る悲惨な状況下、天保7年（1836年）穀物問屋の価格引き上げに端を発した農民騒動が起こった。張札による打毀しの呼びかけにより黒川山中入の村々から数百名が徒党を組んで繰り出した。郡中取締役であった9代長兵衛は、大間々町の有力穀物問屋に向かいつつあった群衆の各村代表を呼び集めて必死に説得を重ねた。打毀し回避のため私財500両の提供を約束し、以てその暴発を未然に阻止した。長太郎の父彌平（10代七郎右衛門朋信；文政7年（1824年）生〜明治19年（1886年）没、62歳）は飢饉の後、村民の申し出と協力により背後の北側急傾斜地を切土し南面を盛土し、石垣を擁壁として積み上げて宅地（管星院屋敷跡）を拡張造成した。南面にテラス状に張り出し切り立った二段の石垣の上に建造された武家屋敷風の長屋門と、西側を堂尻川に囲まれた屋敷地により防御力が格段に高められた。高台に位置する上屋敷を自分と家族の居宅（星野家本家屋敷）とし、従来の敷地（旧水沼村役場の敷地、星光院屋敷跡）には下屋敷を建て奉公人らの住まいとした。

### 糸商人と金融による資産拡大
- 寛文7年（1667年）の寛文検地では、星野家は4代彌兵衛（七郎右衛門半六；寛永20年（1643年）生〜享保3年（1718年）没、75歳）が水沼村の村役人を務め、名請高は5反1歩（1,500坪、いわゆる五反百姓出ず入らずの規模）で村内では規模18位であった。享保7年（1722年）以後は年番交替で名主になることがあったが世襲ではなかった。星野家が糸商人として活動を始めたのは蚕糸業が上州全域に拡がった享保期（1716年～1735年）前後とされる。星野家5代（戒名院号自星院、明和3年（1766年）没、推定75歳）の時期にあたる享保期には星野家は自らが在方の糸商人（在郷商人）であった。同時に絹市場に隣接した水沼村の立地条件を生かして、生糸や繭を山中の農家から買い集めて市の立つ大間々や桐生へ売込む在郷商人（農民身分の商人）に資金を提供する金融で台頭した。金融業を本格的に営むようになり、星野家6代半兵衛（七郎右衛門朋明；宝永7年（1710年）生〜寛政7年（1795年）没、85歳）の時には資産を著しく増殖させた。宝暦・明和期（1751年〜1771年）には6町3反余（18,900坪）の耕地を保有する村内随一の有力農民となり初めての黄金期を迎えた。7代新七（七郎右衛門邦矩；天明8年（1788年）没、推定50歳）が家督を引き継いだが、6代半兵衛の方が長生し村人からは大御所様と呼ばれた。
- 星野家は天明期（1781年〜1788年）には、8代耕平（七郎右衛門朋存；宝暦6年（1756年）生〜天保元年（1830年）没、74歳）が百姓代を務めていた。文化期（1804年〜1817年）には名主役を独占した。この時期に幕府領郡中取締役に加えて足尾銅山吹所世話役の役儀も拝命した。続く文政期（1818年〜1830年）には幕府の役儀に注力するため弟星野半平（7代新七の二男で分家した「下の新宅」）に水沼村名主を譲り自らは年寄となった。叔父星野文造（6代半兵衛の二男で分家した「上の新宅」）らが百姓代を務めた。文政13年（1830年）には年寄で持高は77石5斗余、一家は五人家族、抱・召仕・下男・下女など含めて総数34人。経営において地主経営は副次的であり、金融に加えて酒造が事業の柱となっていた。この時期に積極的な事業拡大と多角化が図られた。桑樹培育売却の他、鉱山経営、廻船業など多岐に及んだ。盛時には新造の千石船など6隻を有し、仙台藩領石巻を根城に穀物、牧馬、海産物、魚肥等の売買や輸送を手掛けた。酒造（造り酒屋）は文化10年（1813年）に勢多郡江木村（後の桂萱村、現前橋市桂萱地区）名主幸七から酒造石高178石6斗を譲り受けた。
- 星野家では9代長兵衛（七郎右衛門朋寛；寛政3年（1791年）生〜安政3年（1856年）没、65歳）が先代の失敗に帰した陸奥南部の事業からは撤退し、地元での農業を柱とする家政大改革を速やかに実行したため、居村における不動産の減少を回避した。天保期（1830年〜1843年）には、星野家が所有する土地は51町6反（154,800坪）まで拡大し、持高は300石余に達した。天保3年（1832年）における貸付・投資額は8,526両にのぼり、その3割は旗本への用達であった。造り酒屋は初め山田屋にやらせていたが、天保10年（1839年）以降は星野家が直接経営した。天保期（1830年〜1843年）には原料繭を上州のみならず信州や奥州からも多量に購入し賃挽人に繭を渡して挽き糸を回収する賃挽製糸経営が各所で盛んとなった。星野家では天保末年（1843年）頃には購入繭が2000両、賃挽人が100人を超えた。原料繭の大部分が前橋などの糸繭市場で取引された。絹糸は桐生新町などを中心とした絹市を介して江戸や京都の絹問屋に流通し、桐生織や伊勢崎絣のみならず京都西陣の絹織物にも使われた。

### 刀鍛冶の祖先
- 長太郎の甥星野和太郎（長太郎の弟周次郎の長男、分家の文造家「上の新宅」を承継）著の星野家沿革によると星野家には「平姓にして藤原不比等の流れを汲み、藤原秀郷（藤原北家、平安時代中期に下野国押領使、承平天慶の乱を平定）に随従し刀鍛冶で仕えていた」との口碑が10代彌平（七郎右衛門朋信；文政7年（1824年）生〜明治19年（1886年）没）の代まであった。この伝承を裏付ける資料はない。藤原秀郷の弟、藤七郎家郷の子孫は平安時代末期より星野氏を号したと伝わる。祖先は平安時代後期、安倍宗任が陸奥（居城鳥海柵）から伊予に配流された際、主君鳥海弥三郎（安部宗任の別名）と行動を共にした一族郎党（従類730人）の中にいた。前九年の役で源頼義に滅ぼされた俘囚の長、安倍頼時の跡を継いだ二男安倍貞任の弟である安倍宗任は朝廷に帰服し赦免された。康平5年（1062年）源頼義の長男源義家は、自分の近臣となった安倍宗任を召し連れて上洛した。宗任は従類100人足らずと共に都に向かった。残り従類は途中で配流先の様子を見ることになり、宗任の弟鳥海弥三郎家任（安倍家任）に従い京都から陸奥に至る東山道のほぼ中間付近の渡良瀬川上流にあたる黒川郷（勢多郡小中村（後の東村小中、現みどり市東町小中）、水沼村など）とその周辺に踏み留まった。
- 源義家は安倍宗任を従えて都へ向かうが、阿久沢氏を残して源家の領地であるこの黒川郷を安堵させ、残りの従類も定着した。阿久沢氏は安倍一族直系の後裔とも言われる。この時、星野家三兄弟のうちの二人は刀鍛冶で、兄の星野右京之助は赤城山麓南東部の水沼村（後の黒保根村、現桐生市黒保根町）字関守に居を定め、一族は鍛冶屋組と呼ばれた。弟の左京之助は山麓北西部の沼田（現沼田市）に居を定め、後に周辺は鍛冶町と呼ばれている。星野家来住以前の水沼村に存したのは最も古い目黒家の他、神山、萩原各家の僅か3家であった。目黒家は、宿廻の深沢城主阿久沢氏[6]に家人として仕えた目黒織部丞の一族。黒川衆筆頭の土豪となった阿久沢氏は戦国時代に宿廻の深沢城主となった。天正18年（1590年）小田原の役の際、阿久沢氏は北条氏直側に立ち小田原城に立て籠もったが、豊臣秀吉による小田原城開城（氏直の降伏、小田原北条氏滅亡）とともに深沢城は廃城となり、阿久沢氏は帰農した。神山家は足尾から移居したと言われ、村では裕福な一族であった。なお戦国時代、黒川郷武士団の棟梁松島氏は小中村を居留地としていた。松島氏は安倍氏遺臣の子孫と言われているが、星野家とも姻戚関係を持っていた。
- 水沼村（後の黒保根村）の記録に残る近世の星野家（鍛冶屋組、右京之助の子孫）の祖先は天正19年（1591年）に亡くなった星光院悟山玄道居士（戒名）からといわれ、戦国時代終期にあたる天正年間（1573年〜1591年）には水沼村に定着していた。更に遠い祖先を偲ぶものとしては小さな背負石（墓２基）が星野家墓地観音堂前に残る。星光院の二男（管星院霊岳曹源居士（戒名）、正保4年（1647年）没）が初代星野七郎右衛門を名乗り、屋号カネホン（曲尺┐の中に「本」の屋号紋）の始祖となった。以後星野家代々が七郎右衛門を襲名した。長男は屋号榊屋を引き継いだが後に宗家は一時途絶した。星野家の菩提寺である水沼村の赤城山常鑑寺（曹洞宗）は元亀2年（1571年）の開山で、開基は萩原与惣左衛門とされる。本堂は安永元年（1772年）再建されたが、長命で大御所様とも呼ばれていた6代半兵衛（七郎右衛門朋明；宝永7年（1710年）生〜寛政7年（1795年）没、85歳）が再建に多大な貢献をした。寺では半兵衛を中興開基として本堂奥の位牌堂に位牌を安置し供養している。星野家が刀鍛冶を続けていたのは、糸商人として活動を拡大し始め、足尾銅山の財政支援の役儀を初めて請け負った4代彌兵衛（1643年生〜1718年没）の代までと見られる。幕末期まで星野家（10代彌平）の蔵に先祖伝来の刀工用鉄敷が家宝として残され毎年11月鞴祭が催されていたが、官軍（東山道総督府先鋒隊）の乱入・略奪により鉄敷は消失した。

## 年譜
- 1845年（弘化2年）：星野長太郎は上野国（上州）勢多郡水沼村（後の群馬県勢多郡黒保根村、現桐生市黒保根町）に星野彌平（星野家10代七郎右衛門朋信）の次男として誕生。母は由（ヨシ、北甘楽郡宮崎村（現富岡市一ノ宮地区）富永兵右衛門女）。父彌平は名主、村役人であったが、曾祖父耕平（星野家8代七郎右衛門朋存）の時、1808年（文化5年）に岩鼻代官所管下の天領（幕府直轄領）山中入（さんちゅういり）18ヵ村における郡中取締役を拝命し、後に加えて同管下の足尾銅山吹所世話役も拝命し、代々これを受け継ぎ、山中入18ヵ村の年寄役、苗字帯刀御免で給人格（勤中騎馬槍差許）の待遇に処せられた。長男は早世。
- 1861年（文久元年）：星野家子弟の常である江戸遊学（林家家塾で儒学、北辰一刀流の千葉道場で剣術修行）を終えた長太郎は、郷里で農事改良を志し、収穫や利益の拡大を目指し自ら耕耘・開墾の作業に従事した。地味に乏しい山間耕地から期待したほどの成果を上げられなかったため、農事改良からさらに養蚕・製糸改良に着目した。
- 1862年（文久2年）：18歳になり岩鼻代官所より足尾銅山吹所世話役見習を拝命。
- 1866年（慶応2年）：弟良助（数え年12歳）が、隣村、下田澤村鹿角（後の黒保根村）の新井傳右衛門の子である新井系作の養子として入籍。名を新井領一郎と改める。新井家は、桐生の絹織物業者などに生糸を販売する問屋。
- 1867年（慶応3年）：長太郎が家督相続し、星野家11代星野七郎右衛門朋愷（トモヤス）と号した。長太郎22歳。養蚕、製糸の二業を家政再建の切札として経営の主軸に据えるべく決意。この年の星野家の推定年収は約2500両。内訳は酒造から約1000両、金融から約500両、桑売却から約500両、小作料から約340両など。
- 1867年（慶応3年）：この年は凶作に見舞われたが幕府の支配力低下により、近隣では綱紀が乱れ無法状態となり、博徒が四方で蜂起して乱暴・略奪し良民を苦しめた。制する道が無いため父彌平は、親族および幕府直轄領である18ヵ村の農民を訓練して刀、槍などの武器を持たせた。長太郎は先頭に立ち村民から略奪を繰り返す暴徒に立ち向かい、騎馬で撃破した。父と相談して蔵にあった穀物や調達した南京米を困窮した村民に分け与えた。
- 1868年（慶応4年）：幕府瓦解と物価高騰により関東諸国に打ち壊し騒動が発生し、星野家も暴徒に立ち向かった。戊辰戦争最中の4月（旧暦）、会津藩鎮圧に向かった官軍（東山道総督府先鋒隊参謀祖式金八郎一行約200名）が奸徒の讒言に乗せられ、水沼の星野彌平一族（36名）が会津藩幇助の嫌疑を受けて捕まった。父彌平や長太郎のみならず実弟新井領一郎も含め血縁の者や村役人など7名（彌平と長太郎、弟周次郎、弟新井領一郎、星野耕作、神山巌、萩原金左衛門）は斬罪の刑に処せられることが決定。縛られ片鬢・片眉毛にされて数珠つなぎで、大間々、大胡、沼田、前橋、伊勢崎、太田等を引き回され、何度も斬首の憂き目に会いつつ館林城下まで引致された。全ての土地財産の没収、土蔵内の器物・衣類等の取り上げ・封印に処せられたが、父彌平はあくまで無実を主張。山中入18ヵ村の村役人、僧侶、修験者等は挙て助命嘆願に奔走。新政府軍側に立った館林藩藩主秋元礼朝の裁定や、星野家親戚筋にあたる武蔵国幡羅郡下奈良村（現埼玉県熊谷市）の豪農4代吉田市右衛門宗親[7]から依頼を受けた寺島宗則、勝海舟の釈放要請などにより、岩倉総督府の直裁を得て嫌疑が晴れた。5月17日（旧暦）東山道総督府（東征大総督は有栖川宮熾仁親王）より冤罪証が出され星野一族は釈放された。この官軍乱入により蔵屋敷は略奪・破壊されて家財の大半を失った。屈辱を味わった彌平は、荒らされた蔵屋敷の取り壊しを家人に命じ火を放った。家族は奉公人18人を含む29人。かつては奉公人38人がいた。
- 1868年（慶応4年）： 長太郎は、前橋鎮撫所より年寄見習および足尾銅山吹所世話役見習を拝命。更に2人の弟（周次郎、七重郎）と共に前橋鎮撫所附属（苗字帯刀指許）を拝命。父彌平は、前橋鎮撫所附総長（勤中騎馬槍差許　御目見以上之格ニ申付拾五人扶持遣し候）を拝命していた。この時総長に任命されたのは、渋川町（現渋川市）の堀口藍園ら三人であった。前橋鎮撫所は岩鼻代官所が壊滅した後に新政府が新設したもので、旧幕府直轄領および旧大名領、旧旗本領の村々の民政全体を司る最高機関。
- 1868年（明治元年）：10月、明治改元後、長太郎は岩鼻県（元上野国・武蔵国の旧幕府直轄領で現群馬県・埼玉県に跨る）附属公用掛を拝命。父彌平は岩鼻県附属取締役を拝命。家法改革がなされ、父彌平は公務に専念、長太郎は公務の余力を以て農業に従事。また弟周次郎（彌平三男）は、分家の第四代文造退転（夫婦とも失踪）後、第五代として星野文造家「上の新宅」の名跡を継承した。周次郎は酒造蔵に引っ越して酒造、金融、その他家政向一切を担当。弟七重郎（彌平四男）は父の公務を助けることとした。
- 1869年（明治2年）：長太郎は父彌平と協力して、大雨の度に激しい出水に見舞われる赤城山東麓の小黒川下流（渡良瀬川合流点付近）に大きな橋を新たに架けることを計画。架橋には巨石を爆薬で破砕するなど困難を極め、大量の木材が使われた。小黒川橋の新設により上流高台にある萬年橋（関守）まで遠回りする必要がなくなり、人々や馬による花輪・足尾方面との通行は格段に楽になった。長太郎は人々に断髪を勧め、結髪所を廃して散髪とした。屋根の葺替えができない家々のために、一年分の髪結い相当費用（一戸50銭）を広く各戸から集めて年々4戸の藁葺代に充てるよう村民に奨励した。
- 1872年（明治5年）：その後星野家では弟七重郎が酒造・金融を担当していたが、長太郎は公務以外の養蚕業も弟に任せた。自分は水沼村の生糸は低質で生産量も乏しいので器械製糸所を作って生産改良し、輸出拡大することを構想。9月、長太郎は、日本最初の器械製糸所である藩営前橋製糸所で、前橋藩士であった所長の速水堅曹から4ヵ月間にわたる器械製糸技術伝習を開始。[1]前橋製糸所は、1870年（明治3年）に開設され、イタリア式繰糸器械6台を設置し動力は水力。3ヵ月後に前橋岩神村観民（現前橋市岩神町二丁目岩神橋付近）に移設し繰糸器械を12台に増設。小野組に払い下げ後、勝山宗三郎の手に移り大渡製糸所と改名し設備を増強。（官営富岡製糸場は、1872年（明治5年）稼働開始、フランス製繰糸器械300台、動力は蒸気機関）
- 1872年（明治5年）：長太郎は水沼製糸所設立計画の基となる「洋方製糸場調書」を作成。長太郎にとって製糸所設立は、水沼村（後の群馬県勢多郡黒保根村、現桐生市黒保根町）を中心とした地域の産業振興（村おこし）・経済活性化という大きな狙いがあったため、最初から限られた自己資金を前提に、過半の不足分については大胆にも県や政府からの資金借入を想定して計画策定した。当初必要とする創業費・営業経費は6,600円以上もの巨額に達した。父彌平はこの計画に反対であった。この頃の星野家の推定年収は2,000円規模。
- 1873年（明治6年）：大久保利通が内務省を設置し自ら初代内務卿（参議兼任）に就任し、学制や地租改正、徴兵令などを実施した。富国強兵をスローガンとして殖産興業政策を推進した。
- 1873年（明治6年）：長太郎は、二本松製糸所の指導に当たっていた速水堅曹から水沼製糸所設立支援の約束と、細部にわたる建築・設備のみならず費用見積、資金調達にまで及ぶ助言を得た。長太郎の最大問題は資金調達で、製糸所の新築費用3,000円は官費による調達を計画し、初代熊谷県（現群馬県・埼玉県）権令河瀬秀治に建築資金拝借願を提出した。速水堅曹は長太郎の資金借入を助けるため、熊谷県のみならず内務省・大蔵省も走り回ったが、この年は両省の事情で勧業資金の捻出ができなかった。
- 1873年（明治6年）：前年、明治政府は欧米諸国の学校制度を取り入れた学制を公布。今でいう群馬県では、第一番小学校を前橋（厩橋学校）に、第二番小学校を黒保根（水沼学校）に、第三番小学校を中之条（原町学校）に計画し、この順に開校。教育の重要性を認識していた長太郎は、即座に県の動きに呼応して第二番小学校の開設を水沼村に誘致し、一部資金（500円）を提供して星野家菩提寺の常鑑寺に学校を仮設（従来の寺子屋を改編）して水沼学校としてこの年2月に開校。その後、同校（後の黒保根村尋常高等小学校（現桐生市立黒保根小学校））は1876年（明治9年）に星野家の分家（弟七重郎宅：通称「三階家」の2階部分）に移り、その3年後、黒峰神社前に校舎が新築された。
- 1873年（明治6年）：2月、前橋製糸所で4ヵ月間の伝習を終えた長太郎は、結婚後間もない妻香久（カク、前橋の勝山儀左衛門長女）および工女3人に対して、小野組の手に移った前橋製糸所で数ヵ月間の製糸実習を受けさせた。11月、水沼製糸所の建設を開始。妻香久との間に長男の星野元治が誕生。
- 1874年（明治7年）：長太郎は輸入製糸器械購入資金として、やっと政府（内務省）の勧業資金3,000円を無利子・5年返済で借入れ。更に、速水堅曹を通して事業資金の不足分1,900円を借入れ。
- 1874年（明治7年）：2月21日、長太郎は水沼製糸所の操業を開始。群馬県初の民間経営による器械製糸所創業となった。翌年までにイタリア製繰糸器械全32台が順次稼働。当初は水車が動力。経済的理由もあり他の器械製糸所とは違い外国人技師の指導を直接受けなかった。
- 1874年（明治7年）：長太郎は外国人居留地の横浜英89番に所在した外商（Kingdon Schwabe & Co）を介して欧州へ水沼製糸所の器械糸300斤（1斤は600グラム）を試行的に委託販売し、ロンドンとリヨンの生糸商から高い評価を得た。販売価格は高かったものの外商を介した販売諸費用も高くついたため、収支は赤字となった。当時の輸出入は、幕末に締結された不平等な日米修好通商条約等に基づき開港場（居留地）に進出した欧米各国の外商（外国商館）による独占で、外商への売価は内商（日本人売込問屋）間の競争と粗悪品質により国際取引価格に比較し著しく低く（半値かそれ以下に）抑えられた。この居留地貿易（商館貿易）は、1899年（明治32年）の条約改正（日英通商航海条約発効）まで基本的な貿易形態として続き、外商は法外な利潤を得た。外商への売込みは、政府方針で許可された内商が独占していた。横浜の有力な生糸売込問屋（内商）としては、小野組・井筒屋（小野善三郎）、三井屋（三越得右衛門）、亀屋（原善三郎）、野沢屋（茂木惣兵衛）、吉村屋（吉田幸兵衛）、敷島屋庄三郎（前橋藩直営）、糸屋（田中平八）などがいた。
- 1874年（明治7年）：7月、深沢雄象の研業社関根製糸所の開設を目前にして、長太郎は速水堅曹の要請に応じて研業社のリーダー育成のため、深沢こう（深沢雄象娘）ら6名の伝習生を受け入れた。伝習生は星野家の長屋門に約半年間寝泊まりした。長太郎一家も幕末の官軍による略奪・破壊により母屋を失ったため長屋門に住んでいた。
- 1875年（明治8年）：内務卿大久保利通や大蔵卿大隈重信の主導により直（じか）輸出推進論が打ち出された。政府としては外商支配により貿易拡大による殖産興業も容易ではなく、外貨獲得のため直輸出拡大と不平等条約改正による商権回復が喫緊の課題であった。長太郎は本格化をみた生糸や茶などの直輸出保護・勧奨政策に共鳴。県を介しての政府要請に応えて水沼製糸所の生糸見本を提供し、在ニューヨーク日本副領事富田鐵之助（アメリカ絹業協会の名誉理事を兼務）の手を経て、全国から集められた約80点以上の見本とともにアメリカ絹業協会（Silk Association of America）に提出された。長太郎の生糸の見本番号は第13号と第14号で、検査の結果、官営富岡製糸場の生糸を押さえて、民間の前橋製糸所、水沼製糸所の器械糸が優良糸として上位の評価を受けた。
- 1875年（明治8年）：長太郎は速水堅曹を通してニューヨークから一時帰国中の佐藤百太郎（佐倉順天堂の佐藤泰然の孫）が、内務省勧商局の支援と福沢諭吉の協力を得て推進していた米国商法（商業）実習生派遣計画のことを知った。熊谷で速水と共に佐藤百太郎と出会い、3人で火鉢を囲みながら派遣計画について話し合った。長太郎は佐藤の話に共鳴し、念願である生糸直輸出実現を確かなものにするため実弟新井領一郎（新井家へ養子）をアメリカへ派遣することをその場で決意。すぐさま、前年熊谷県（現群馬県・埼玉県）権令に就任した楫取素彦（元長州藩士小田村伊之助）にも相談して賛同と協力を取り付けた。
- 1875年（明治8年）：水沼製糸所では、北海道開拓使（参議兼開拓長官黒田清隆）が同年開業した札幌製糸所から派遣した25人の少女を3年間伝習生として受け入れた。前年、開拓使は富岡製糸場へ6人の製糸伝習生を短期派遣していた。
- 1876年（明治9年）：3月、長太郎は、領一郎に渡航に先立ち英学・簿記を学習させた上で、群馬県令となった楫取素彦の後押しにより領一郎を佐藤百太郎が計画した米国商法（商業）実習生（5人）の一人としてニューヨークへ派遣。長太郎は領一郎の必要とされる渡航費用・生活費等750円を負担し、その内200円は県令楫取からの借用金であった。渡米した領一郎は、佐藤の「日本米国用達社」（Japanese American Commission Agency）を拠点に生糸の販売活動を開始。領一郎は、在ニューヨーク日本副領事富田鐵之助（アメリカ絹業協会の名誉理事を兼務）の紹介状と水沼製糸所の生糸見本を携えてニューヨークの生糸輸入商や各地の絹織物業者に直接売込みをした。
- 1876年（明治9年）：熊谷県より第二課附属世話掛を拝命。（熊谷県勧業掛）長太郎は前年拝借願を出した勧業資金について、予め河瀬秀治（初代熊谷県権令を経て内務大丞兼勧業寮権頭に就任）に会見して内諾を得ていたにも拘わらず許可が下りず資金繰りに窮した。父彌平は長太郎に製糸所閉鎖を厳しく迫り、長太郎は無念にも県に対して水沼製糸所の閉鎖届を提出した。
- 1876年（明治9年）：松方正義は、長太郎から製糸事業の見通しや資金計画について話を聞き、製糸事業の継続を勧めた。願い出から約1年後、やっと内務省から勧業資金5,000円の借入れが実現し、初めて事業継続の見通しを立てることができた。長太郎にとって窮地に一生を得た喜びで新たな事業への決意を固めたが、資金難の状況は継続した。
- 1876年（明治9年）：ニューヨークに渡った新井領一郎は、初めて有力な生糸仲買商B.リチャードソン（B. Richardson & Sons）との間で水沼製糸所の器械糸をポンド当たり6ドル50セントで総量532ポンド（400斤相当）、総額3,458ドルの生糸取引契約を締結した。しかしながら契約直後、生糸相場は急激に高騰しポンド当たり9ドル以上に達した。総額で2,000ドル近い巨額な損失が見込まれたため、輸出前に日本では値上げ協議が行われ、長太郎は弟新井領一郎に対して手紙で価格の再交渉を強く求めた。領一郎は一旦決めた契約価格を見直すことを断固として断り、この注文には自分に対する信用と取引の将来がかかっていると兄に返事の中で切実に訴え、最終的に長太郎が折れた。
- 1876年（明治9年）：9月、星野長太郎は横浜からサンフランシスコ行きのパシフィック・メール汽船会社シティ・オブ・ペキン号に契約された初めての生糸（400斤）を船積みした。これにより外国人居留地外商を経由せずに日本人が初めて生糸の直輸出を実現した。同時にそれまでのインド洋・欧州経由ではなく、日本初の太平洋横断（汽船）とアメリカ大陸横断（鉄道）によるアメリカへの生糸直輸出を実現した。星野長太郎の損失は巨額であったが、最終的に買手リチャードソンは好意として契約価格よりポンド当たり1ドル高く買い取り、領一郎の確かな契約履行とその誠実さに報いた。新井領一郎はこの取引が契機となって、後日ニューヨークの生糸取引業界で日本人として絶大な信用を獲得することになった。外国銀行が利用できず日本の外国為替銀行もない状況下で、直輸出の荷為替代金回収の手続きは非常に複雑であった。具体的実務は、在ニューヨーク領事館と日本の商務局、商社（当初は佐藤組（佐藤百太郎）で後を引き継いだ日本商会（橘成彦）が関与）などを介して開始された。
- 1877年（明治10年）：2月、長太郎は、民間製糸会社としては初めて生糸に商標と品質等級を表記した商標ラベルを付して出荷した。初期の良質な器械製糸はアメリカへの継続輸出の見通しが立った一方、生産能力に限界があったため輸出量の頭打ちが懸念された。
- 1877年（明治10年）：3月、新井領一郎を通して粗悪な日本製生糸に困惑している市場からの切実な改善要求と膨大な需要の存在を知り、器械製糸よりむしろ低コストで普及している座繰製糸に着目し、その活用と改善による市場対応の可能性を探ろうとした。具体的な顧客要望に基づき在来の座繰製糸を改良（今までの提（さげ）造りからイタリア糸と同じ捻（ねじり）造りにして更に改良）し、品質向上させた生糸見本をニューヨークの新井領一郎に送った。見本の改良糸は水沼村（後の黒保根村）の星野豊次郎の妻まさと板橋栄三郎の妻ふみの熟達した2人により特別入念に作られ仕上げられた。長太郎はこの見本についてアメリカの絹織物業者から高い評価と大量購買の意欲が示されたので大変自信を持った。[8]
- 1877年（明治10年）：7月、村内外の座繰製糸家に広く働きかけて、分業による改良座繰製糸の生産と直輸出を行う亘瀬会舎を結成。組合参加者は24名。新井系作（新井領一郎の養父）が頭取、長太郎は監査役に就任。（同舎は後に亘瀬組を経て、精糸原社に組み入れ。）この改良座繰製糸への転換は、洋式器械製糸ではなくても伝統技術（座繰製糸）を基盤とした安上がりで良質な生糸の生産拡大と輸出増大の可能性を示した。結成された亘瀬会舎という組合は、改良座繰製糸が水沼村に止まらず近隣の村々や県全体に広がり、大きな事業に発展する原点となった。その後甘楽社や碓氷社、下仁田社に発展した組合などが相次いで結成された。
- 1877年（明治10年）：8月、改良座繰製糸200斤（1斤は160匁＝600㌘）の直輸出に初めて成功。輸出価格は、従来の横浜売り渡し相場が一円で37匁に対して直輸出が一円で26匁と4割以上高かった。星野長太郎によって組織化され品質向上が図られた改良座繰製糸が、海外市場で通用することが証明された。この「優等糸」の直輸出は、富岡製糸場を始めとする国産器械製糸一般の価格低迷を尻目に巨額の収益を生糸生産者にもたらし、改良座繰製糸が群馬県下に急速に広がる契機となった。この優等糸には商標ラベルを付けたが、ラベルは手書き版下の木版画で、群馬県を象徴する赤城山と渡良瀬川を南東から俯瞰した雄大な風景を背景に２６頭の元気な馬が走り回る姿が描かれ「THE BEST JAPAN SILK Selected and Exported by K. ARAI & C. HOSHINO」と表記。この頃、東京府練馬石神井の有力者である田島鉄平[9]（群馬県北甘楽郡一ノ宮出身）が星野長太郎の水沼製糸所などで製糸技術を率先して習得した。帰郷して石神井や大泉で養蚕を広め、上石神井村（現練馬区石神井台1丁目）の興就社（三宝寺に石碑）や下石神井村（現練馬区下石神井4丁目）の同潤社などが器械製糸工場を創設し操業を始めた。
- 1877年（明治10年）：長太郎は、第1回内国勧業博覧会（総裁大久保利通）で鳳紋賞牌を受賞。繭、生糸の審査官は速水堅曹。同博覧会は、初代熊谷県権令河瀬秀治が内務省に入り、内務大丞兼勧業寮権頭として推進して成功を収めた。開催場所は上野の東京国立博物館の建設予定地に建てられた日本最初の美術館（現博物館本館の前身）。群馬県より水沼生糸改所頭取を拝命。
- 1878年（明治11年）：5月、群馬県下に拡大した改良座繰製糸の6組織（桐華組、敷島組、沼田組、亘瀬会舎、黒川組、山田組）が、生糸直輸出の規模拡大のため連合して前橋北曲輪町（現前橋市住吉町１丁目）に統括組織である精糸原舎（後の精糸原社）を結成した。共同揚げ返しで品質統一し、出荷前に全て製品検査して出荷した。深沢雄象が頭取、長太郎は副頭取に就任。前年、旧藩士である深沢雄象は同じ旧藩士の速水堅曹や松本源五郎らと共に一番組（後の桐華組）を設立。精糸原舎による直輸出も内商への横浜売却に比べて生産者側に高収益を生み、県下の改良座繰製糸の生産量が急増し始めた。その後、改良座繰製糸への転進、生糸直輸出への関心は、1882年（明治15年）頃まで県外にも大きな広がりを見せた。
- 1878年（明治11年）：9月、明治天皇が北陸行幸の途中前橋に立ち寄り、白亜の洋風建築で新築されたばかりの前橋生糸改所（現前橋市本町）が行在所とされた。精糸原舎を訪れて同社の事業を褒め、行幸供奉者の右大臣岩倉具視を通して金100円が下賜された。長太郎は、恩賜金の全てを社中の工女1,200余名に分与し天恩に浴させた。
- 1878年（明治11年）：長太郎は、パリ万国博覧会で一等賞金牌を受賞。内務省の勧業資金10,000円（操業開始以来累計18,000円）を借り入れ。水沼製糸所の動力用にアメリカから輸入した蒸気機関を据え、繰糸機を8台を追加した。
- 1879年（明治12年）：日本初の地方議会選挙が行われ群馬県議会議員選挙に当選。初代群馬県議会副議長に就任するものの、県議会終了後直ちに議員辞職。星野耕作も同じ県議会議員選挙で当選。1880年（明治13年）、長太郎の後任として県議会副議長に就任した。
- 1879年（明治12年）：4月、長太郎は、布教のため前橋から足尾銅山に向かう途中水沼村を訪れたロシア人宣教師ニコライと会った。キリスト教の深い理解者で布教の便宜を図ったが、父彌平の強い意向もあり洗礼は受けなかった。ニコライに立派な絹布を献納した。分家「下の新宅」の星野耕作（群馬県議会議員）と水沼製糸所で働く40人の女工たちはキリスト教（正教会）に帰依。正教会の前橋への伝道は1875年（明治8年）に始まり、前橋ハリストス正教会が設立された。深沢雄象をはじめとした旧藩士や製糸工場で働く者たちなどが受洗した[10][11]。
- 1879年（明治12年）：9月、欧州視察から戻った松方正義が提案した農産品輸出振興のための共進会（生糸・繭・茶）の開催が開始。長太郎は横浜生糸繭共進会の審査掛を拝命。11月、長太郎は、横浜生糸繭共進会で一等償金100円を獲得。
- 1879年（明治12年）：12月、横浜共進会終了後に東京向島の料亭で速水堅曹と佐野理八、星野長太郎ら有力製糸業者との親睦会が開かれた。席上、富岡製糸所長の速水堅曹は、生糸直輸出の必要性を熱心に説き、自分の生糸輸出専門商社設立構想を発表した。
- 1880年（明治13年）：長太郎は、メルボルン万国博覧会で二等褒賞を受賞。アメリカ渡航後、初めて一時帰国した新井領一郎から、アメリカの市場や需要動向・販売状況について報告を受けた。市場に適した生糸生産の重要性と今後の生糸輸出拡大策等について協議。亘瀬会舎は県下の改良座繰結社である山田組と黒川組を吸収合併し、名前を亘瀬組に変更。
- 1880年（明治13年）：小資本の精糸原舎は直輸出継続の運転資金として荷為替資金が不可欠であった。同社幹部の星野長太郎、深澤雄象らは影響力のある福澤諭吉の紹介を以て新設の横浜正金銀行に融資を依頼し、即座に10万円貸与の内約を得た。第三十三国立銀行は精糸原舎の開業当初から荷為替資金融資をしていたが、今後はこの内約分も含め同行が融資窓口となり生糸直輸出用荷為替を提供することで合意が成立。同行は、内務省、大蔵省からの拝借金、横浜正金銀行からの内約分のひも付き貸付金、さらに新規投入の自己資金等の合計50万円余を原資として、精糸原舎向けに本格的な融資を開始。第三十三国立銀行は、この時点で同社に対して70万円を超える巨額の荷為替取組を実行した。
- 1880年（明治13年）：12月、群馬県の地方直輸出商社として上毛繭糸改良会社が設立された。資本金5万円。碓氷精糸社（後の碓氷社）とともに北甘楽精糸社（後の甘楽社）が筆頭株主。深沢雄象が社長、松本源五郎が副頭取、長太郎は頭取に就任。宮崎有敬（群馬県議会初代議長）や星野耕作らも設立に参画。同社は、精糸原舎と上毛繭糸改良会社（県下の養蚕・ 製糸業改良を謳った研究・協議組織）を母体として、内務省、大蔵省さらに群馬県当局の支援の下に成立。地方直輸出商社の先駆となった。県内87組合にも及ぶ器械製糸、改良座繰製糸の両組織を傘下に収め、繭糸抵当貸金および為替委託販売の金融機能を有した。しかし、期待していた多額の政府補助金の交付が受けられず銀行借入が膨張したため、経営基盤は極めて不安定であった。
- 1880年（明治13年）：12月、日本初の全国規模の生糸直輸出専門商社として横浜同伸会社が横浜に設立された。速水堅曹（内務省御用掛、官営富岡製糸場所長）を中心に、全国の模範的製糸業者を網羅して計画された。資本金は10万円。速水堅曹が取締役社長、高木三郎（元駐米日本公使館書記官、臨時代理公使）が取締役副社長、長太郎は取締役会長に就任。弟新井領一郎は同社取締役ニューヨーク支店長に就任。リヨンにも支店を設置。両支店を通じて現地生糸仲買商・絹織物業者と直接取引を行い販路を拡張。日本商会の生糸営業を譲り受けて開業。同社設立は時の大蔵省御用掛前田正名の構想（地方生産者の団結→品質改良→直輸出）に合ったもので、貿易実務や蚕糸業行政に精通している有力な元官僚らを擁した。
- 1880年（明治13年）：横浜同伸会社成立の経緯から、同社に対して、政府・横浜正金銀行から巨額の御用外国荷為替資金を供与された。政府が、同年に開業した横浜正金銀行（資本金300万円）に預け入れた直輸出促進のための御用外国荷為替資金は翌年までで総額400万円。アメリカへの輸出の場合、買手の支払は現地引渡後6ヵ月が一般的で実際の入金まではそれ以上の時間を要したため、輸出者は多額の運転資金を必要とした。
- 1880年（明治13年）：前橋に民権結社上野連合会が設立された。発起人には宮崎有敬、星野長太郎、深沢雄象らが含まれ、会員32名のうち蚕糸業者と生糸商人が17名を占めていた。この民権運動の中心となった人々と，1884年（明治17年）の板垣退助による自由党解散に象徴される民権運動の挫折以後に、上州で盛んになった廃娼運動や禁酒運動といった社会改革運動の担い手はかなり重層していた。
- 1881年（明治14年）：第2回内国勧業博覧会審査官を拝命。大日本農会が創立される。幹事長は品川弥二郎。長太郎は特別会員として参画。
- 1881年（明治14年）：4月、内務・大蔵両省より農・工・商にわたる権限を移譲され、農商務省（初代農商務郷河野敏鎌）が設立。政変により大隈重信に代わって松方正義が参議兼大蔵郷に就任。以後、大蔵大臣として在職10年に亘った。新政府成立後、近代化推進や殖産興業、富国強兵に加え、西南戦争もあって紙幣が乱発され物価は上昇、貨幣価値は下落、財政は破綻に瀕した。自ら紙幣整理、歳出抑制を行い、増税による歳入増加をはかるデフレ政策により物価は下落。中小工業者の破産が増え、生産地豪商農は急速に没落。生糸価格は大暴落し、地方税増額が追い打ちをかけ農民は困窮。外貨獲得の製糸業についても財政支援による輸出奨励・保護政策が見直された。
- 1881年（明治14年）：大蔵省御用掛前田正名が、静岡、岐阜、三重、滋賀、京都、大阪、兵庫、福井、石川、長野、山梨の11府県を視察巡回して同業者の団結と製品の改良、直輸出の必要を訴える。これに応えて同年、岐阜、京都、兵庫、石川、長野の各府県製糸業者が横浜同伸会社を通じて直輸出を開始。その他にも埼玉、大分が同社を介した直輸出に加わった。
- 1881年（明治14年）：9月、外商からの商権回復を目的として原善三郎、渋沢喜作（旧名：渋沢成一郎）、茂木惣兵衛、朝吹英二、馬越恭平らが中心となり連合生糸荷預所が設立された。横浜同伸会社も加盟。外商は自由貿易条項違反だとして激しく反対し分断活動を活発化。渋沢栄一が河瀬秀治らとともに前年設立した東京商法会議所（現東京商工会議所）にも波及し、渋沢栄一と益田孝が解決の糸口を探った。11月、アメリカ公使ビンガムとの非公式会談により共同倉庫を設立することで外商との和解に至った。
- 1881年（明治14年）：この年数々の受賞が集中した。第2回内国勧業博覧会で銅牌、有功一等償牌を獲得。八王子共進会で二等褒状を受賞。桐生七県連合共進会で二等賞銀杯を受賞。
- 1883年（明治16年）：農商務省より製糸諮詢会員を拝命。農商務省の指導の下、日本初の公的・全国的蚕糸業団体の日本蚕糸協会が設立され、幹事に就任。幹事長は河瀬秀治。
- 1884年（明治17年）：日本初の民営鉄道である日本鉄道が上野と高崎・前橋間の鉄道を開通。この路線を真っ先に開業した背景には、殖産興業の目玉で輸出増大による外貨獲得に多大な貢献をしていた生糸や絹織物を、養蚕業と製糸業の盛んな群馬県から貿易港のある横浜まで大量迅速に運ぶ手段が必要とされたことにある。それまでの生糸輸送は、主に荷車や利根川倉賀野河岸などから江戸川を経由し横浜に至る水運に依存していた。この頃、東京市麹町区飯田町4丁目8番地（現東京都千代田区九段北1丁目9番地5号付近）に広い敷地の旧武家屋敷（横山錞三郎邸）を借り、東京での活動拠点とする邸宅を構えた。
- 1884年（明治17年）：水沼製糸所の第2次起業目論見が決まった。体制は、主務者が弟星野周次郎、支配人は伊藤守、生糸験査方は長太郎の妻星野香久で、工女ら58名が在籍していた。工場が東西2棟あった。工女たちは2組に分かれ、1つの組は16人の工女と19人の小工女（見習い工女）に差配方（世話人）1人、師婦（技術指導者）1人が加わり37人で構成。工女は1等から12等まであり月給。1等工女は月給4円50銭、12等は37銭5厘。1ヵ月の皆勤手当は20銭から25銭、3年の年季明け帰郷旅費は製糸所負担。工女の食事、夜具、蚊帳は支給されたが衣類・小間物は個人持。就業時には全員が着物に帯を締め白い割烹着を羽織った。指導と監督役の師婦が袴姿で工場内を巡回した。
- 1884年（明治17年）：5月、星野周次郎（分家して文造家「上の新宅」承継）は水沼村、八木原村、上田沢村などの三ヵ村連合村戸長も務め、八木原新道（別名周次郎道）を完成させた。同時に皐橋が落成し渡良瀬川左岸の交通の便が格段に向上した。新道は勢多郡東村大畑（現みどり市）を起点に八木原村（後の黒保根村）を下り荒神山の西山腹を抜け峠を越えて大間々町塩沢（現みどり市）に達した。群馬県令楫取素彦を迎え新道と橋の開通式が行われた。県令は水沼製糸所に立ち寄り同製糸所を詠った漢詩を贈った。
- 1885年（明治18年）：繭糸織物陶漆器（五品）共進会の審査官を拝命。東京上野で開催。生糸の県別成績は群馬、山梨、長野の順。この頃、大量生産の器械製糸（主に新興量産指向の長野・岐阜・山梨）より一人ひとりの女工が手で糸を繰る改良座繰製糸（伝統重視の群馬・福島・埼玉・東京が中心）の方が、品質が安定して横浜で高価取引が成立。その後、器械製糸の製品改良と大規模化が進展し、1894年（明治27年）頃には器械製糸の生産高が座繰製糸のそれを超えるに至った。
- 1885年（明治18年）：5月、長太郎は藍綬褒章を受章。蚕糸業従事者に対する同章授与は初めてで、この時5名が拝受した。長太郎の他は、深沢雄象（研業社）、川村迂叟（大嶹商社製糸所）、長谷川範七（下伊那阿島器械製糸場）、佐野理八（二本松製糸所）。長太郎の表彰理由要旨は次の通り。「繭糸改良に励み製糸工場を建てて機械を設置した。自ら製糸業に従事して濫造の矯正に尽くし、内地市場の悪弊に嘆いた。人を外国に派遣して直輸出の販路を開拓した。座繰製糸の方法を改良し、有志と合同で精糸原社を設立。また繭糸改良会社を起業して将来への進歩に勉めた。これら刻苦の経営10年余にして志した海外輸出を実現したが、その成績著明であるので藍綬褒章を賜いその善行を表彰する」
- 1886年（明治19年）：群馬県蚕糸業組合取締所の会頭に就任。日本蚕糸業組合が設立され、中央部幹事に就任。
- 1886年（明治19年）：9月4日、実父星野彌平が死去。63歳。長太郎は東京麹町に居を構えていたので、母由（ヨシ）を水沼村上野の弟七重郎宅（通称「三階家」）に預けた。この年、長男元治が東京の明治学院に進学。
- 1887年（明治20年）：政府の直輸出保護政策は、1883年（明治16年）頃に転機を迎え、財政再建のため緊縮財政を掲げる大蔵省は明治20年度限りで御用外国荷為替の廃止方針を打ち出した。星野長太郎など横浜同伸会社の関係者は、御用外国荷為替存続を求めて大蔵大臣松方正義、農商務大臣井上馨など政府要人への粘り強い陳情活動を開始。同社に対する政府・横浜正金銀行からの御用外国荷為替の年間資金供与額は250万円余（資本金の25倍相当）に達していた。長太郎は上毛繭糸改良会社の頭取を辞任。4月、水沼製糸所の主務者で長太郎を支えた弟星野周次郎（第5代星野文造家「上の新宅」（分家）の名跡を継承）が入院療養中であった神田杏雲堂病院で死去。39歳。
- 1889年（明治22年）：生糸需要地や絹織物生産地視察のためアメリカ、イタリア、フランス各国を訪問。ニューヨークとリヨンでは、横浜同伸会社の各支店関係者と会合。ニューヨークでは実弟新井領一郎らと同社存続上の直輸出資金調達問題を協議。現地支店幹部が打ち出した起死回生策は、現地法人化（出資金50万円）によるアメリカでの低金利資金の調達であったが、日本側の資金難から困難が見込まれた。
- 1889年（明治22年）：5月、弟星野七重郎は初代黒保根村長に就任した。黒保根は和歌に由来する赤城山（主峰黒檜山）の別称。それまで七重郎は五ヵ村連合村戸長として在職。統合による黒保根村発足に伴い水沼村、下田澤村、八木原村などが編入された。
- 1889年（明治22年）：福澤諭吉が主宰する時事新報は、政府の保護政策の後退（御用外国荷為替廃止など）の結果、日本唯一の生糸直輸出専門会社である横浜同伸会社の直面していた厳しい状況をよく理解し同社を支援する立場から、社説で生糸直輸出の維持は国益にかない直輸出業保護は不可欠であるとの論陣を張り、世論を喚起し政府の政策決定に影響を与えようとした。
- 1889年（明治22年）：長太郎は北海道開拓使札幌製糸場の器材払い下げに応じた。この年、群馬県はそれまでの生糸生産全国1位の座を長野県に奪われた。
- 1890年（明治23年）：前年の御用外国荷為替廃止以来続いた横浜同伸会社に対する横浜正金銀行の融資特約期限切れ直前に、同社社長河瀬秀治、星野長太郎らの熱心な訴えにより最後の後楯となっていた大蔵大臣松方正義が最終決定を行った。即ち横浜同伸会社からの保護金交付（50万円）の請願を却下する一方、横浜正金銀行に対しては1年間は旧来通り特約継続を指示した。横浜同伸会社は保護金を原資とするアメリカ現地法人化の道を断たれるかわり、荷為替資金枠（100万円規模）を確保。以て最悪の事態を回避して、当面は社業継続、直輸出維持が可能となった。
- 1890年（明治23年）：4月、東京上野で第3回内国勧業博覧会が開催された。同博覧会の審査官を拝命し、内閣より第三部勤務を命じられた。この年、農商務省より蚕業諮詢会員を拝命。
- 1890年（明治23年）：第1回衆議院議員総選挙が実施され開設に至った帝国議会に向けて、元大蔵省・農商務省の大書記官を経て理事官だった前田正名の指導の下、星野長太郎は同業者らとともに直輸出保護と蚕糸業近代化の両要求を融合させたところの立法制定運動を始動。中央蚕糸協会および蚕種検査法実施会（帝国議会への圧力団体）を結成。当時、星野は群馬県下屈指の地主であり、「優等糸」中心に生糸直輸出を行う全国の豪農・地主出自の農民層を代表していた。
- 1891年（明治24年）：臨時博覧会事務局評議員（1893年シカゴ万国博覧会）を拝命。生糸貿易維持方案を起草し、全国蚕糸業者50余名の連名で直輸出拡大を求める嘆願書を政府当局に提出。帝国議会への圧力団体の性格を有する蚕業中央協会を結成し、幹事に就任。
- 1891年（明治24年）：アメリカ絹業協会（Silk Association of America）の書記長B. Richardsonが、在ニューヨーク日本副領事鬼頭悌二郎宛てに書簡を送り、日本製生糸の重大な品質問題（アメリカの紡績機械に適合しない生糸品質の不均一性等）を提起し善処を要請。この中で横浜同伸会社（新井領一郎が現地代表）については生糸の品質向上に大いに成果を挙げていると称賛。長太郎はこの書簡の内容について、翌年出版した「全世界生糸大勢」の中で詳しく言及した。
- 1891年（明治24年）：長男星野元治が明治学院高等普通学部（現明治学院高等学校）を卒業して郷里に戻り、父の創設した水沼製糸所の経営に携わった。上毛繭糸改良会社は第33国立銀行破綻の影響を受けて解散。
- 1892年（明治25年）：大日本蚕糸会[12]が設立され、初代評議員に就任。1899年まで評議員。蚕業振興同盟会を結成し、幹事に就任。蚕糸業振興会を結成し、幹事に就任。
- 1892年（明治25年）：長太郎は、フランス、イタリア、清国など主要蚕糸生産国の状況や最大の輸出先であるアメリカ絹織物の生産・需要動向等を踏まえて、日本の生糸輸出の問題点と緊急課題を詳述した著書「全世界生糸大勢」（70㌻）を自ら編集し発行。
- 1893年（明治26年）：コロンブスのアメリカ大陸発見400周年を記念して開催されたシカゴ万国博覧会（シカゴ・コロンブス世界博覧会）を視察。この時に持ち帰った５個のラクウショウ（北アメリカ原産の落葉針葉高木）の種子から育った一本が群馬県立前橋高等学校の敷地に生えている。前橋市指定天然記念物（目通り3.0メートル、樹高20メートル）となっている。群馬県立中之条高等学校の敷地に植えられているラクウショウもこの時の一部で、群馬県指定天然記念物（目通り3.0メートル、樹高25メートル）。水沼（桐生市黒保根町）の星野家実家跡の敷地にも一本植えられている。これら3地域は群馬県内で最も早期に小学校が開設された場所として共通点を有する。1873年（明治6年）、学制公布後の決定により、第一番小学校（厩橋学校）が前橋に、第二番小学校（水沼学校）が黒保根に、第三番小学校（原町学校）が中之条に順次創設された。ラクウショウの種子は、内藤新宿試験場（現新宿御苑）などにも贈られた。長太郎は第3回農蚕品評審査委員を拝命。
- 1893年（明治26年）：新井領一郎が日本に一時帰国した。横浜同伸会社は海外売上の飛躍的な伸張に伴い、新井領一郎の報酬の歩合制から給与制への変更を迫ったが意見の一致をみなかった。このため領一郎は横浜同伸会社取締役（ニューヨーク支店長）を辞任。同年、領一郎は、森村豊の兄である森村市左衛門の協力を得て横浜生糸合名会社（資本金50万円）を設立し、この時専務取締役（後に会長）に就任。兄長太郎とは袂を分かち、独自に新たな事業展開を開始した。
- 1893年（明治26年）：星野長太郎は新井領一郎との取引関係解消に伴い、今後のアメリカでの活躍を期待して星野文彌（養子、星野周次郎次男）をニューヨークに派遣した。文彌は当時の代表的なビジネス・スクールであったイーストマン・ビジネス・カレッジ（Eastman Business College）に入学した。
- 1894年（明治27年）：全国蚕糸業大会特別委員に就任。同蚕糸業大会会頭は前田正名。大日本蚕糸会中央本部主事に就任。同蚕糸会会頭は前田正名。横浜商業学校へ生糸弐捻を寄付。この年、全国的に機械糸の生産量が座繰糸のそれを上回った。
- 1895年（明治28年）：第4回内国勧業博覧会の審査官を拝命。内閣より第一部勤務を命じられる。
- 1896年（明治29年）：臨時博覧会評議員を拝命。（1900年パリ万国博覧会）
- 1897年（明治30年）：星野長太郎らによる長年の全国実業諸団体の運動が実り、農商務省が法案化した生糸直輸出奨励法が帝国議会第10議会で可決・成立。
- 1897年（明治30年）：農商務省の要請による清国養蚕製糸実況視察のため、高山長五郎、町田菊次郎、松永伍作、高津仲次郎らとともに3ヵ月間、江蘇省、浙江省、西広、東外など各地を訪問。この年、経営不振となった水沼製糸所の社主に伊藤寅次郎が就任した。
- 1898年（明治31年）：大日本農会より紅白綬有功賞を受賞。前年成立した生糸直輸出奨励法が4月に施行されたが、保護主義的要素の強い新法は、フランス・アメリカ両国を中心とする列国の圧力の下、新通商条約の考え方との食い違いから激しい批判を浴びて、施行2ヵ月足らずで廃止をみた。日本は、1894年（明治27年）の日英通商航海条約調印を皮切に自由貿易と内外人取扱い平等を前提とした新通商条約を相次いで締結し、明治32年発効以降、治外法権の解消と関税自主権の部分回復を目指す過程にあった。
- 1899年（明治32年）：長男星野元治の義父（妻キクの父）の高山社社長の町田菊次郎が水沼製糸所の社主に就任した。同年、同郷の新井毫とともにアメリカ、フランス等を訪問するため日本を出発。フランスでは、パリ万国博覧会を視察。新井は慶應義塾を卒業した自由民権運動家で、1890年（明治23年）の第1回衆議院議員総選挙で帝国議会衆議院議員に当選。第三回、四回の選挙にも当選。
- 1900年（明治33年）：業績不振により水沼製糸所の所有権を椎名三衛に譲渡したが、星野元治が実際の経営にあたった。原料繭と生糸製造費は椎名が提供し利益改善するという目論見が外れた。同年6月、水沼製糸所を完全に閉鎖した。
- 1901年（明治34年）：10月、星野文彌が若くしてニューヨークで客死。32歳。星野長太郎の長男として養子にした文彌（弟星野周次郎の二男）は、1893年（明治26年）からニューヨークに派遣されていた。長太郎は文彌の慰霊のため水沼の星野家墓地に高さ2メートル超のオベリスクを建立した。この年、地元の黒保根村尋常高等小学校（現桐生市立黒保根小学校）へ理学器械並びに標本費を寄付。
- 1902年（明治35年）：星野元治や星野七重郎らが中心になり甘楽社水沼組を結成し、座繰製糸の委託販売で再興を図った。甘楽社は1880年（明治13年）北甘楽精糸社として組合員630人で富岡町（現富岡市）に設立され、直輸出商社である横浜同伸会社に生糸を販売。1896年（明治29年）甘楽社に改名。産業組合の原点となった上州南三社（甘楽社、碓氷社、下仁田社）は、この頃横浜への出荷量で他社より抜き出た実績を示したが、1906年（明治39年）になると上州南三社は、大規模工業化による機械製糸の進展の流れの中で諏訪の片倉組（後の片倉製糸紡績株式会社、現片倉工業）に出荷量で追い抜かれた。この頃から、生前星野長太郎を支えていた弟周次郎（第五代として星野文造家「下の新宅」の名跡を継承）の長男和太郎は、森村市左衛門の森村組（現森村商事）とも関係を持ち始めた。
- 1902年（明治35年）：大日本蚕糸会が技芸委員を委嘱。
- 1903年（明治36年）：大日本蚕糸会より第1回蚕糸功績賞を受賞。金賞牌が授与された。
- 1904年（明治37年）：第9回衆議院議員総選挙で帝国議会衆議院議員に当選。大日本蚕糸会参事・評議員に就任。
- 1905年（明治38年）：大日本蚕糸会理事に就任。蚕種検査法の実施、生糸検査所の設立に尽力する。
- 1906年（明治39年）：長太郎は、勲四等旭日小綬章を受章。
- 1908年（明治41年）：帝国議会衆議院議員を一期で満期退任。
- 1908年（明治41年）：11月27日、東京市麹町区飯田町の自宅で死去。63歳。従四位に叙せられた。黒保根村で行われた葬儀には生前親交のあった松方正義夫妻ら多数が参列した。

## 著作等
- 『生糸貿易維持方案』星野長太郎編、発行：星野長太郎、東京、明治24年1月、国立国会図書館・神奈川県立図書館所蔵
- 『生糸貿易意見一斑』星野長太郎著、発行：星野長太郎、東京、明治24年11月、国立国会図書館・神奈川県立図書館所蔵
- 『全世界生糸大勢』編著者：星野長太郎、蚕業振興同盟会出版・明治25年5月、国立国会図書館所蔵
- 『蠶史 前後編』大塚良太郎編纂、星野長太郎校閲、大塚良太郎、東京、明治33年5月・7月、埼玉県立浦和図書館・佐賀県立図書館所蔵

## 文献
- 『上州碓氷郡 川浦山御材木御伐出御用中日記』 　記録：星野七郎右衛門、天保四年（1833年）
- 『上毛繭糸改良会社沿革誌』出版：上毛繭糸改良会社、明治24年（1891年）5月刊
- 『近世上毛偉人伝』　著者：高橋周楨、選者：安川繁成、発行：成功堂蔵版、明治26年（1893年）10月刊
- 『横浜開港五十年史』下巻 第30章　出版者:横浜商業会議所、明治42年（1909年）5月刊
- 『星野家沿革』　著者：星野和太郎、大正5年（1916年）7月刊
- 『開港と生糸貿易』下巻　著者:藤本實也（原著）1939年発行：（覆刻）名著出版、1987年7月刊
- 『横浜市史』4巻上　編者：横浜市、発行：横浜市、1965年12月刊
- 『群馬県史』通史編8　編者：群馬県、平成元年（1989年）2月刊
- 『群馬県史』資料編15　編者：群馬県、昭和63年（1988年）刊
- 『群馬県史』資料編23 産業1 蚕糸織物編　編者：群馬県、昭和60年（1985年）3月刊
- 『黒保根村誌』資料編　編纂：丑木幸男、発行：黒保根村、平成1年（1989年）3月刊
- 『黒保根村誌』本編1　古代・中世・近世　編纂：丑木幸男、発行：黒保根村、平成9年（1997年）3月刊
- 『黒保根村誌』本編2　近代・現代1　編纂：丑木幸男、発行：黒保根村、平成9年（1997年）3月刊
- 『黒保根歴史民俗資料館　展示資料』 桐生市立黒保根歴史民俗資料館リンク切れ[リンク切れ]
- 『倉渕村誌』　編者：倉渕村、発行：倉渕村、1977年刊
- 『群馬県の歴史』　編者：西垣晴次・山本隆志・丑木幸男、発行：山川出版社 1997年5月刊
- 『群馬県蚕糸業史』　上巻　編者：群馬県蚕糸業史編纂委員会 昭和30年（1955年）8月刊
- 『近世養蚕地帯における地主制の展開と賃挽製糸形態』　著者：山田武磨、「土地制度史学」第1巻 第2号 昭和34年（1959年）1月
- 『明治の貿易---居留地貿易と商権回復』　著者：海野福寿、塙書房　<塙選書58>　1967年4月刊
- 『日本蚕糸業史分析--日本産業革命研究序論』　著者：石井寛治、出版：東京大学出版会、昭和47年（1972年）9月刊
- 『上州近世史の諸問題』 著者：山田武麿、発行：山川出版社、昭和55年（1980年）刊
- 『富岡日記・機械糸繰り事始め』 編者：近藤義雄、元著者：和田英、深沢こう[語り] 発行：みやま文庫＜94＞、昭和60年（1985年）刊
- 『群馬の生糸』明治期の群馬の生糸 著者：石井寛治、出版：みやま文庫、昭和61年（1986年）4月刊
- 『日米生糸貿易史料』 編者:加藤 隆、阪田安雄ほか、発行：近藤出版社、1987年7月刊
- 『絹と武士』（原著名：Samurai and Silk） 著者：ハル・松方・ライシャワー、訳者：広中和歌子、発行：文藝春秋、昭和62年（1987年）11月刊
- 『ぐんま史料研究』第2号「豪農経営の展開」（水沼村星野家の経営） 編者：丑木幸男、発行：群馬県立文書館、平成6年（1994年）3月刊
- 立脇和夫「明治期におけるわが国商権回復過程の分析」『早稲田商学』第364巻、早稲田商学同攻会、1995年3月、963-984頁、ISSN 03873404、NAID 110000370099。
- 『足尾銅山吹所世話役 星野七郎右衛門』 著者：太田貞祐、発行：ユーコン企画、平成8年（1996年）1月刊
- 『明治の日本』宮内庁書陵部所蔵写真 編者：武部淑夫・中村一紀、発行：吉川弘文堂、2000年11月刊
- 浅田毅衛「開国と明治期の日本貿易」『明大商学論叢』第82巻第3号、明治大學商學研究所、2000年2月、101-118頁、ISSN 03895955、NAID 120001439401。
- 富澤一弘「生糸直輸出奨励法研究の前提」（PDF）『高崎経済大学論集』第44巻第2号、高崎経済大学経済学会、2001年9月、43-62頁、ISSN 04967534、NAID 40002302762。
- 富澤一弘「星野家文書と星野長太郎:研究史の検討を中心にして」（PDF）『高崎経済大学論集』第44巻第3号、高崎経済大学学会、2001年12月、101-125頁、ISSN 04967534、NAID 40002302778。
- 『生糸直輸出奨励法の研究 星野長太郎と同法制定運動の展開』 著者：富澤一弘、発行：日本経済評論社、平成14年（2002年）9月刊
- 『ぐんまのお寺 曹洞宗1』上毛文庫 編集：上毛新聞社、発行：上毛新聞社、平成14年（2002年）11月刊
- 富澤一弘「明治前期に於ける生糸直輸出の位置」（PDF）『高崎経済大学論集』第45巻第1号、高崎経済大学経済学会、2002年6月、35-54頁、ISSN 04967534、NAID 40005455327。
- 富澤一弘「横浜同伸会社救済運動と星野長太郎:明治20-22年を中心に」（PDF）『高崎経済大学論集』第45巻第2号、高崎経済大学経済学会、2002年9月、37-50頁、ISSN 04967534、NAID 40005455334。
- 富澤一弘「第1議会期に於ける生糸直輸出業者の動向(上)水沼製糸所・星野長太郎を中心に」（PDF）『高崎経済大学論集』第45巻第3号、高崎経済大学経済学会、2002年12月、39-59頁、ISSN 04967534、NAID 40005659858。
- 富澤一弘「第1議会期に於ける生糸直輸出業者の動向(下)水沼製糸所・星野長太郎を中心に」（PDF）『高崎経済大学論集』第45巻第4号、高崎経済大学経済学会、2003年3月、113-126頁、ISSN 04967534、NAID 40005753615。
- 『生糸直輸出奨励法の研究 補論』 著者：富澤一弘、発行：日本経済評論社、平成18年（2006年）10月刊
- 『「生糸直輸出奨励法の研究－星野長太郎と同法制定運動の展開」補論（上）』 著者：富澤一弘、高崎経済大学論集 第49巻 第2号 2006
- 『「生糸直輸出奨励法の研究－星野長太郎と同法制定運動の展開」補論（下）』 著者：富澤一弘、高崎経済大学論集 第49巻 第3/4合併号 2007
- 鷲崎俊太郎「明治初期の横浜居留地市場と内外商間取引」『三田学会雑誌』第99巻第4号、慶應義塾経済学会、2007年1月、845(239)-870(264)、doi:10.14991/001.20070101-0239、ISSN 0026-6760、NAID 120005440924。
- 『The Silk Industry Of Japan』 著者: Iwaji Honda 2007年
- 『北関東地方史研究 生糸と人びとのくらし』 著者：富澤一弘、発行：日本経済評論社、平成21年（2009年）10月刊
- 『水沼製糸所経営史の研究-群馬県勢多郡黒保根村水沼・星野家文書を中心に-』 高崎経済大学教授 富澤一弘 2006年
- 杉本良男「地上の批判から天上の批判へ : 共同研究 : キリスト教と「文明化」の人類学的研究」『民博通信』第98巻、国立民族学博物館、2002年9月、18-19頁、ISSN 03862836、NAID 110004391406。
  - 杉本星子「日本の近代製糸業とキリスト教精神」『国立民族学博物館調査報告』第62号、国立民族学博物館、2006年10月、71-91頁、doi:10.15021/00001572、ISSN 1340-6787、NAID 120001730493。
- 『絹先人考』シルクカントリー双書(3) 発行:上毛新聞社、2009年（平成21年）4月

## 登場する作品
- 花燃ゆ - 2015年(平成27年)、NHK大河ドラマ、演：大東駿介